# AW Большой Медведицы
AW Большой Медведицы (лат. AW Ursae Majoris), HD 99946 — двойная затменная переменная звезда типа W Большой Медведицы (EW) в созвездии Большой Медведицы на расстоянии приблизительно 224 световых лет (около 69 парсеков) от Солнца. Видимая звёздная величина звезды — от +7,13m до +6,83m. Орбитальный период — около 0,4387 суток (10,53 часов).

## Характеристики
Первый компонент — жёлто-белая звезда спектрального класса F0-F2. Масса — около 1,6 солнечной, радиус — около 1,6 солнечного, светимость — около 6,6 солнечных. Эффективная температура — около 5806 К.
Второй компонент имеет массу в среднем около 0,16 солнечной.